# Chiesa di Santa Teresa alla Kalsa

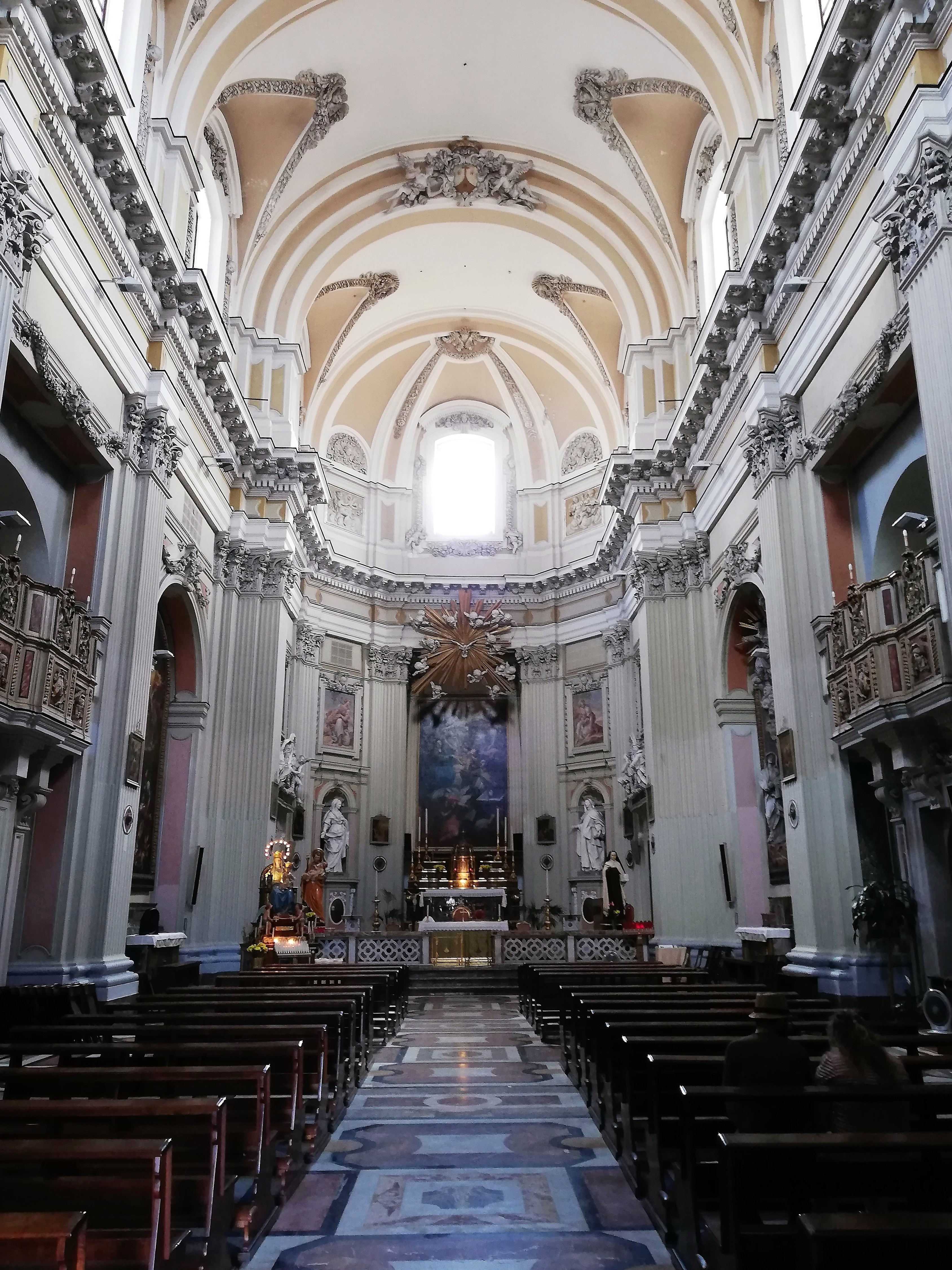
Navata.

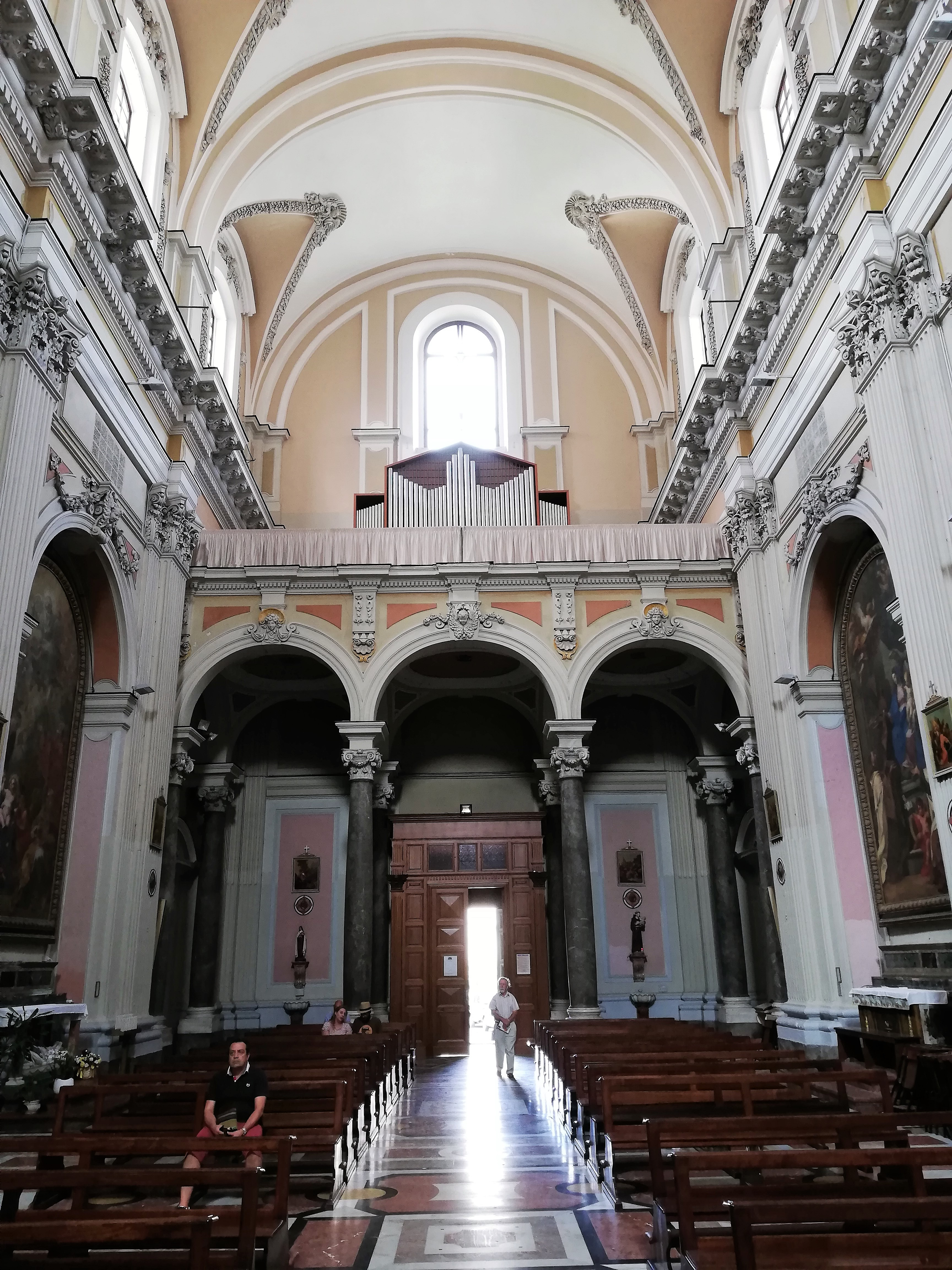
Controfacciata.

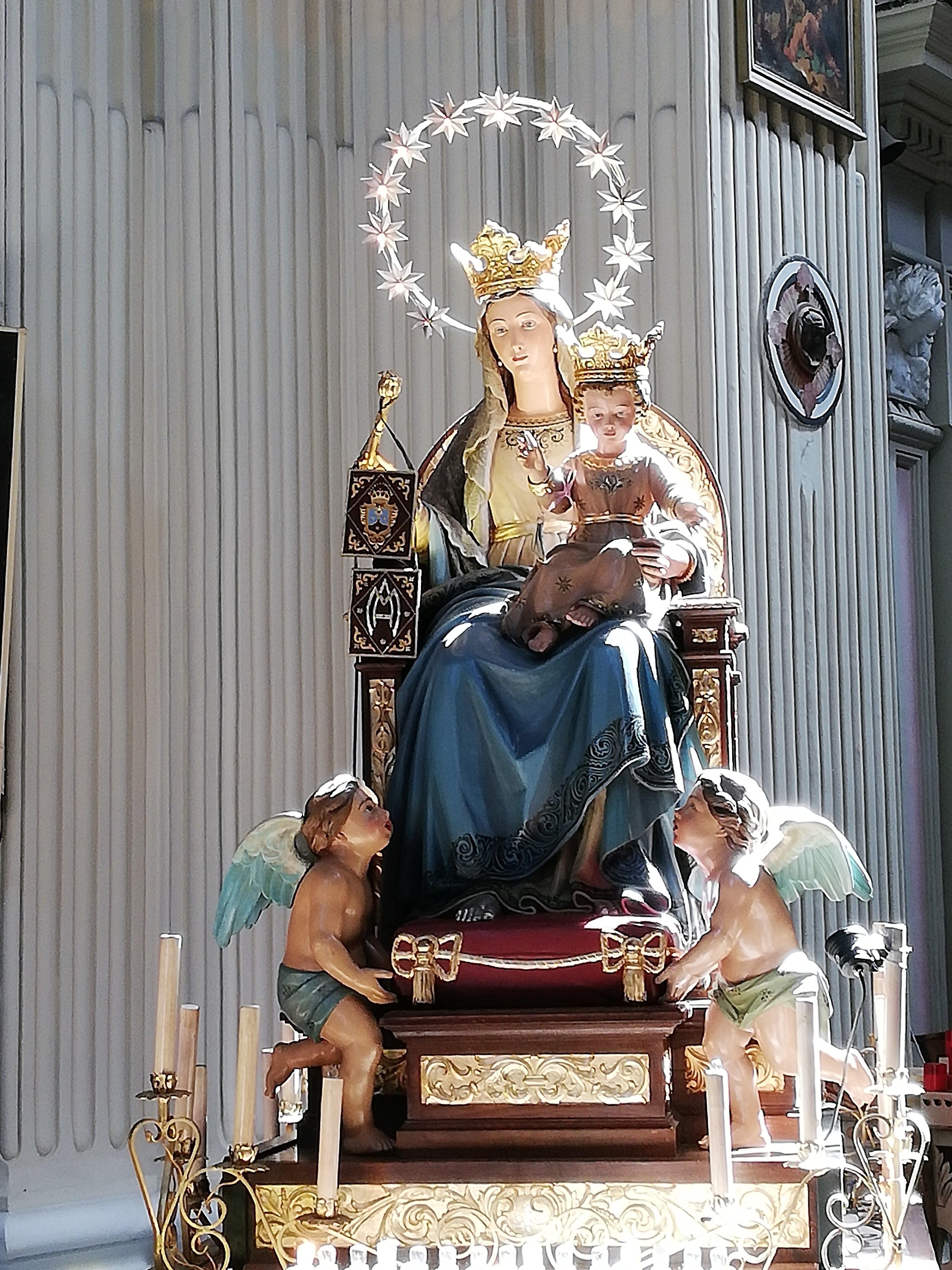
Simulacro.

La chiesa delle Sante Anna e Teresa d'Ávila alla Kalsa è un edificio barocco che si affaccia sulla piazza Kalsa dell'omonimo quartiere di Palermo.

## Storia

### Epoca spagnola
Beghe, diatribe, ripicche, ritorsioni, veti incrociati col monastero dell'Assunta, l'opposizione del monastero benedettino dell'Immacolata Concezione segnano la nascita di un nuovo monastero, intitolato a S. Teresa, nei pressi di Porta Sant'Agata.
- 1628: Il duca di Montalto e Maria Paceco principessa di Paceco, sono i promotori e patrocinatori della fondazione[2] col consenso dell'arcivescovo cardinale Giannettino Doria.[3]
- 1629: Papa Urbano VIII concede il nulla osta tramite l'emanazione dell'apposita bolla pontificia il 21 luglio dello stesso anno.[3]
- 1651: Acquisto dei terreni presso Porta dei Greci.
- 1653: Trasferimento della comunità presso la nuova sede (palazzo Gambacorta). Adattamento dell'edificio alla nuova funzione di monastero ed edificazione della primitiva chiesa.
- 1686: Avvio della costruzione dell'attuale chiesa[4] su progetto dell'architetto palermitano Giacomo Amato.

### Epoca borbonica
- 1706: Inaugurazione e benedizione del nuovo luogo di culto.[4]
- 1711: Solenne consacrazione del tempio presieduta da don Bartolomeo Castelli, vescovo di Mazara del Vallo e fratello della Priora.[5]
- 1809: Tramite un breve pontificio le monache passano, per loro stessa richiesta, dalla giurisdizione dei frati carmelitani scalzi a quella dell'Ordinario diocesano.[6]
- 1866: Leggi eversive. L'entrata in vigore delle nuove norme comporta la soppressione dell'istituto. Le monache vengono successivamente trasferite nel monastero dell'Assunta, presso Porta di Vicari.

### Epoca contemporanea
- 1924: L'abbattimento della chiesa della Madonna delle Raccomandate presso Porta di Vicari comporta il trasferimento e l'assemblaggio dell'altare maggiore in pietre dure, del portale laterale (rimontato sul fianco sinistro della chiesa), degli stalli lignei e di altre suppellettili.
- 1947: Ricostituzione dell'istituto da parte dei frati Carmelitani scalzi il 20 febbraio.
- 1982: La chiesa è dichiarata Santuario.

## Facciata
La facciata consta di due ordini scanditi da elementi verticali paraste, semicolonne, colonne libere la cui plasticità aumenta progressivamente in corrispondenza dell'asse centrale. Coppie di paraste binate delimitano la parte centrale aggettante sormontata da timpano ad arco raccordato al cornicione. Sei colonne con capitelli corinzi con prospettiva convessa incorniciano il portale che reca al di sopra del timpano un tondo sorretto da due fanciulli, arricchito da un bassorilievo raffigurante la Sacra Famiglia e lo Spirito Santo, opera marmorea assai pregevole del trapanese Cristoforo Milanti fine XVII secolo. Quattro nicchie con relative statue in stucco arricchiscono le pareti. Il secondo ordine è la riproposizione della parte aggettante del primo in formato lievemente ridotto. Delimitano il grande portale centrale le statue delle titolari della chiesa, Santa Teresa d'Ávila e Sant'Anna. L'animato frontone si chiude con un timpano spezzato e sovrapposto, contenente lo stemma dell'Ordine dei Carmelitani scalzi (al quale apparteneva il monastero femminile annesso alla chiesa) arricchito da fregi. Due volute angolari raccordano i due ordini della facciata, accanto ad esse vi sono due terrazze con balaustre.
Nella controfacciata è addossato il coro sostenuto da otto colonne in marmo di Billiemi.

## Interno

### Parete destra
Lungo la navata sono collocati quattro altari con bellissime opere d'arte:
- Prima campata: Cappella della Sacra Famiglia. La pala d'altare raffigura La Sacra Famiglia con i santi Anna e Gioacchino, Elisabetta e Zaccaria, tela del pittore romano Giovanni Odazzi realizzata durante la prima metà del XVIII secolo. In una teca posta al di sotto della mensa è collocato un simulacro in marmo bianco raffigurante la Morte di Santa Teresa di Lisieux.
  - Cantoria lignea con intarsi dorati ed applicazioni in stucco.
- Seconda campata: Cappella del Santissimo Crocifisso. Al di sopra dell'altare è presente una raffigurazione della Crocifissione con santi dolenti (Vergine addolorata, Santa Maria Maddalena, San Giovanni) ed alla sommità la figura dell'Onnipotente circondato da angeli e putti. Le suddette sculture, in marmo bianco di Carrara, sono opera dello scultore palermitano Ignazio Marabitti, che le realizzò in due anni e mezzo (1781-1783). Il Cristo, invece, è in legno policromo, ed è opera di un ignoto scultore siciliano. La croce è rivestita di diaspro.

### Parete sinistra
- Prima campata: Cappella della Madonna del Carmine. La pala d'altare raffigura la Madonna del Carmine, raffigurata nell'atto di consegnare lo scapolare dell'abito carmelitano a San Simone Stock. Sulla destra della tela è presente San Giovanni della Croce, riformatore dell'Ordine carmelitano e Dottore della Chiesa. Autore dell'opera fu il pittore Sebastiano Conca.[7] Nelle vicinanze acquasantiera con Bambinello di Praga.
  - Cantoria lignea con intarsi dorati ed applicazioni in stucco.
- Seconda campata: Cappella di Santa Teresa d'Ávila. Sull'altare campeggia la tela raffigurante la Trasverberazione del cuore di Santa Teresa, o comunemente Estasi. È ritenuta uno dei capolavori di Guglielmo Borremans,[1] e fu realizzata nel 1722, mirabilmente commentata da Gioacchino Di Marzo.[7]

### Altare maggiore

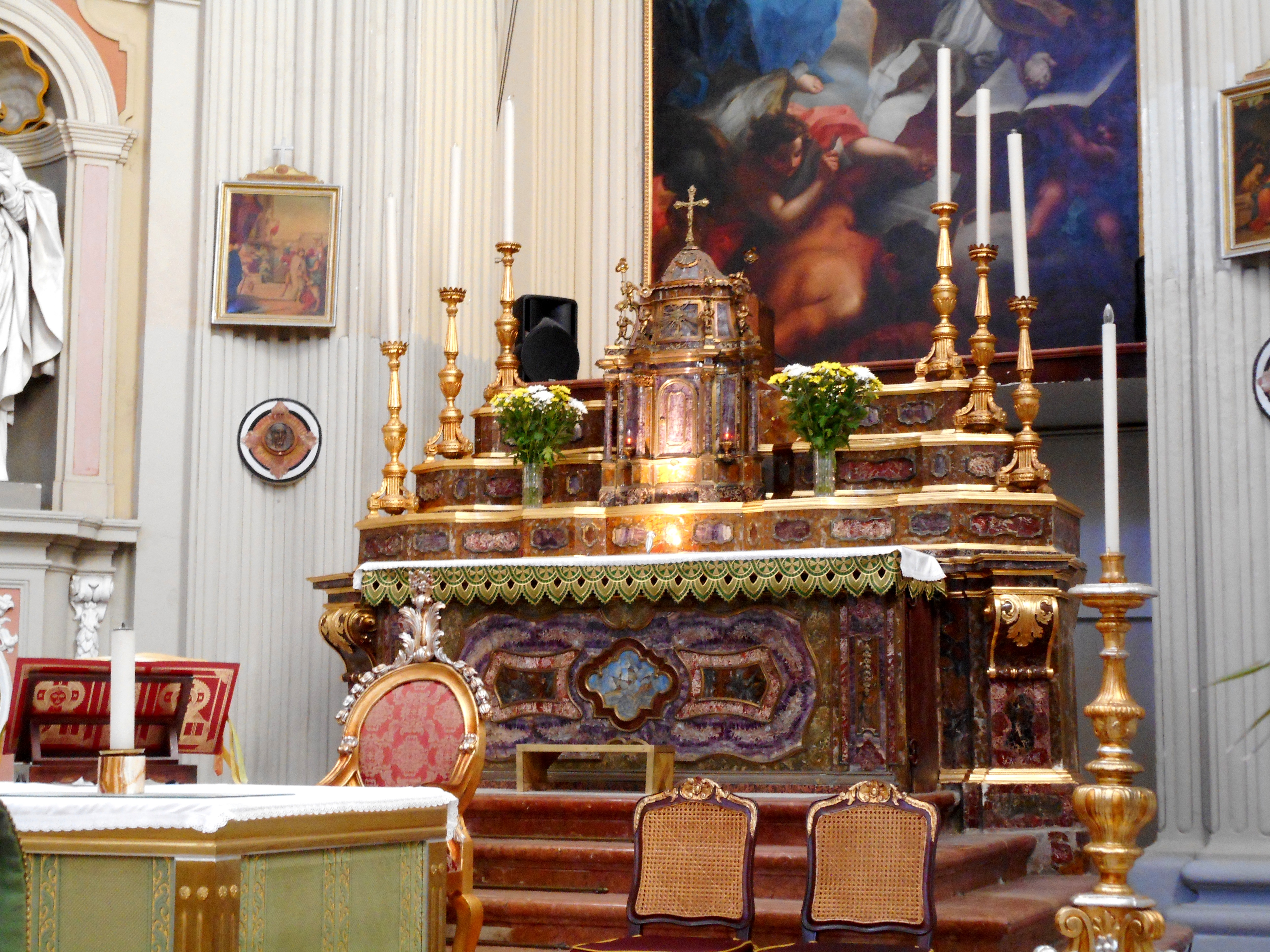
Altare maggiore.

L'altare maggiore è tappezzato di agate, ametiste, lapislazzuli, il tutto legato da cornici di rame dorato, tanto sul davanti, quanto sui tre gradini. Il tabernacolo al centro presenta sei colonnine foderate di ametiste e sei angeli con sei rose. Una grande tela di Gaspare Serenari campeggia sull'altare maggiore. Il quadro, realizzato durante la prima metà del XVIII secolo, raffigura la Proclamazione della maternità divina di Maria Santissima al concilio di Efeso nel 431 d.C.. L'altare proviene dalla demolita chiesa della Madonna delle Raccomandate in via Maqueda e pure il portale assemblato all'esterno, sulla parete di sinistra. Sulla trabeazione, al di sopra della pala d'altare, è collocata una pregevole raffigurazione dello Spirito Santo. Dalla colomba, partono numerosi raggi dorati simbolo dei sette doni e dei dodici frutti dello Spirito Santo, il tutto allietato da sedici testine di angioletti festanti.
Alle pareti del presbiterio sono presenti quattro piccoli quadri che rappresentano i simboli eucaristici: il Profeta Elia e la donna di Sarepta che porta un pane al profeta, La vendemmiatrice di uva, Rut nell'atto di raccogliere le spighe di grano nei campi di Booz, La profanazione del sacrificio, raffigurante i figli del sacerdote Eli mentre profanano il sacrificio togliendo dal fuoco le carni immolate. I suddetti quadri sono opere di Antonio Grano, realizzate durante la prima metà del XVIII secolo. Al di sopra di due porte che si aprono a sinistra e a destra nelle pareti del presbiterio sono collocati due gruppi scultorei in stucco, costituiti da due coppie di angeli che sorreggono due medaglioni arricchiti da bassorilievi: uno raffigurante il volto della Vergine Maria, l'altro quello di Cristo coronato di spine, entrambi ritratti di profilo. Tali opere scultoree furono eseguite da Procopio Serpotta durante la prima metà del XVIII secolo.
Ai lati della pala d'altare e dell'altare maggiore, all'interno di due nicchie, due statue in stucco opera di Giacomo Serpotta, o forse di Procopio, raffiguranti le due titolari della chiesa: Sant'Anna e Santa Teresa d'Ávila. Il volto di quest'ultima è misticamente ispirato, e fra le sue mani vi sono una penna ed un libro, in quanto Dottore della Chiesa. Tutte le decorazioni in stucco dell'aula, opere di Giuseppe Serpotta e Procopio Serpotta, rispettivamente fratello e figlio naturale di Giacomo Serpotta, furono realizzate nei primi anni del Settecento.
- Pavimento straordinario con marmo policromo[7] disegnato da Frà Giacomo Amato progettista della stessa Chiesa.[5]

## Sacrestia

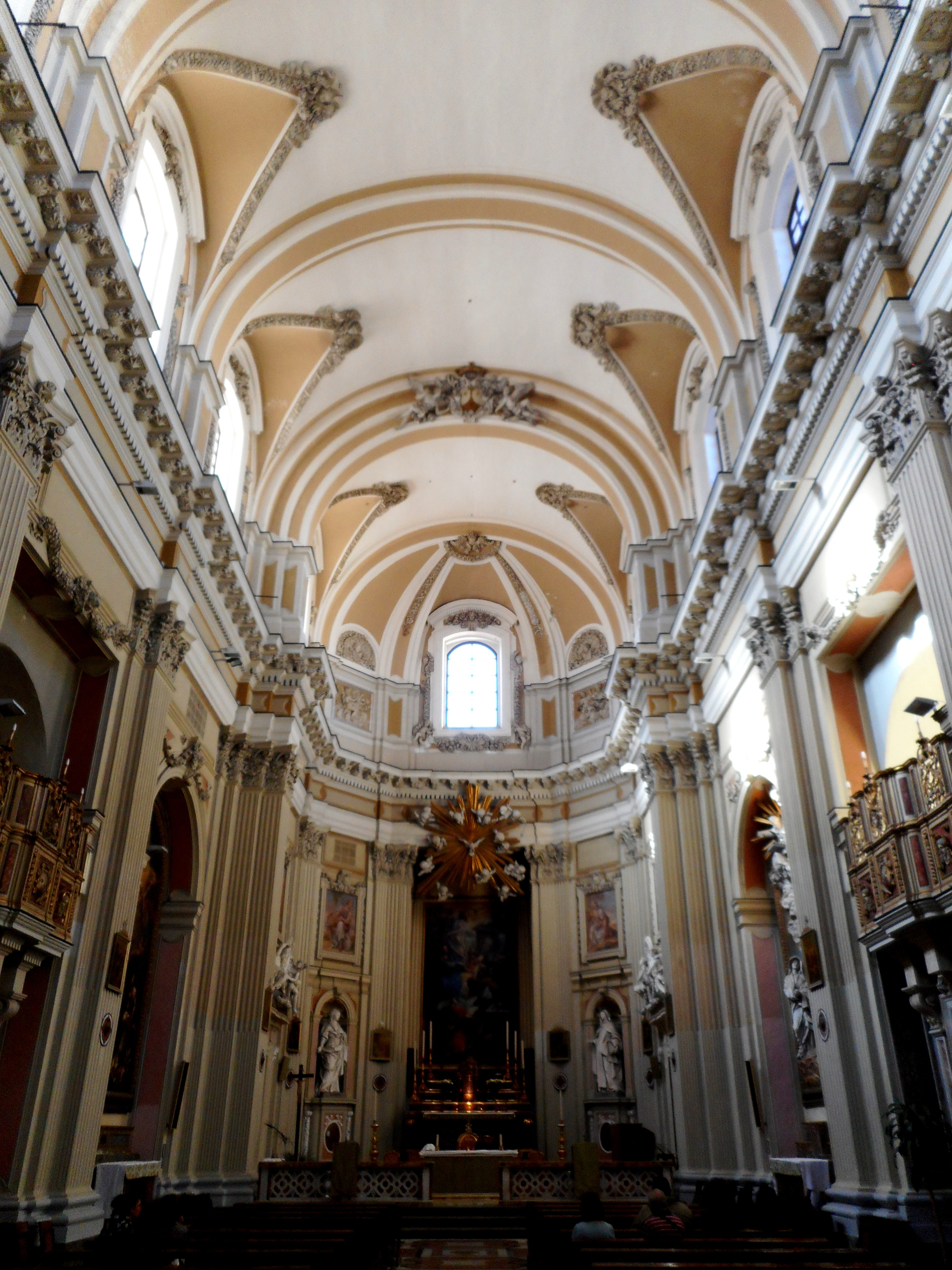
Interno della chiesa.

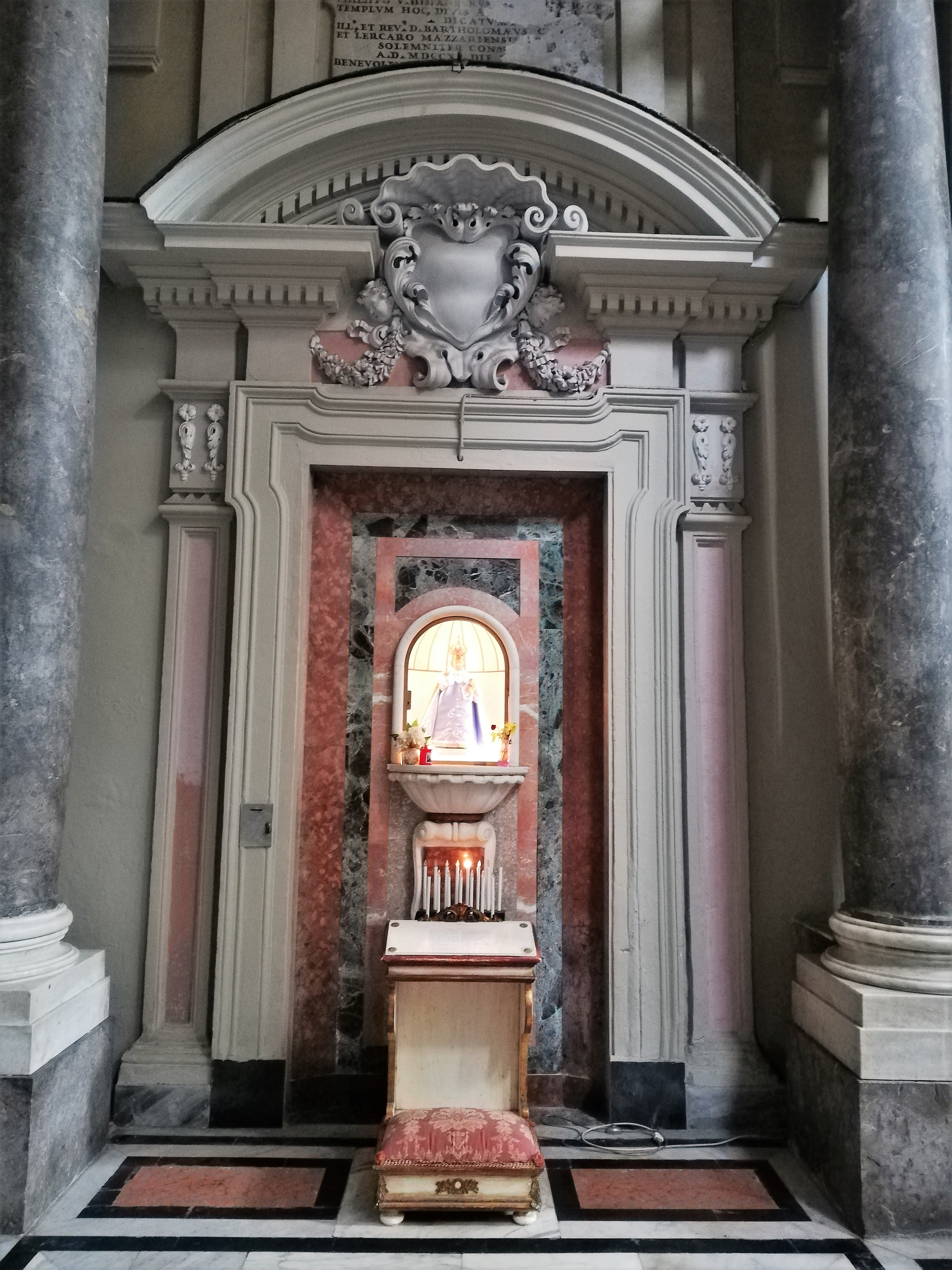
Altarino ingresso.

Sono documentati da Gaspare Palermo durante la prima metà del XIX secolo:
- Un quadro in tela raffigurante Santa Teresa di Andrea Carrera proveniente dall'antica chiesa.[7]
- Il ritratto di Giacomo Amato.[7]

Sono inoltre presenti: 
- Crocifisso ligneo policromo settecentesco, realizzato dal cappuccino Benedetto Valenza.
- Il simulacro ligneo di Santa Teresa d'Avila con libro recante il motto AUT PATI AUT MORI.
- Il simulacro ligneo della Madonna del Carmelo, statua processionale collocata all'interno di una nicchia con decorazione musiva in oro, ubicata lungo la parete destra della navata.

## Monastero carmelitano di Santa Teresa alla Kalsa
- 1628, Fondazione del Monastero delle Carmelitane Scalze retto secondo la Regola di Santa Teresa col nulla osta dell'arcivescovo Giannettino Doria.[1]

Dopo l'emanazione delle leggi eversive il patrimonio librario confluì parzialmente nelle strutture della Biblioteca comunale di Casa Professa.

## Chiese correlate
Chiese dell'Ordine carmelitano:
- 1118, Chiesa del Carmine Maggiore[8]
- 1592, Chiesa della Madonna dell'Itria
- 1599, Chiesa della Madonna del Soccorso
- 1610, Chiesa della Madonna dei Rimedi
- 1528, Chiesa della Madonna di Montesanto
- 1626, Chiesa dell'Assunta
- 1628, Chiesa della Madonna di Gibilrossa

## Galleria d'immagini

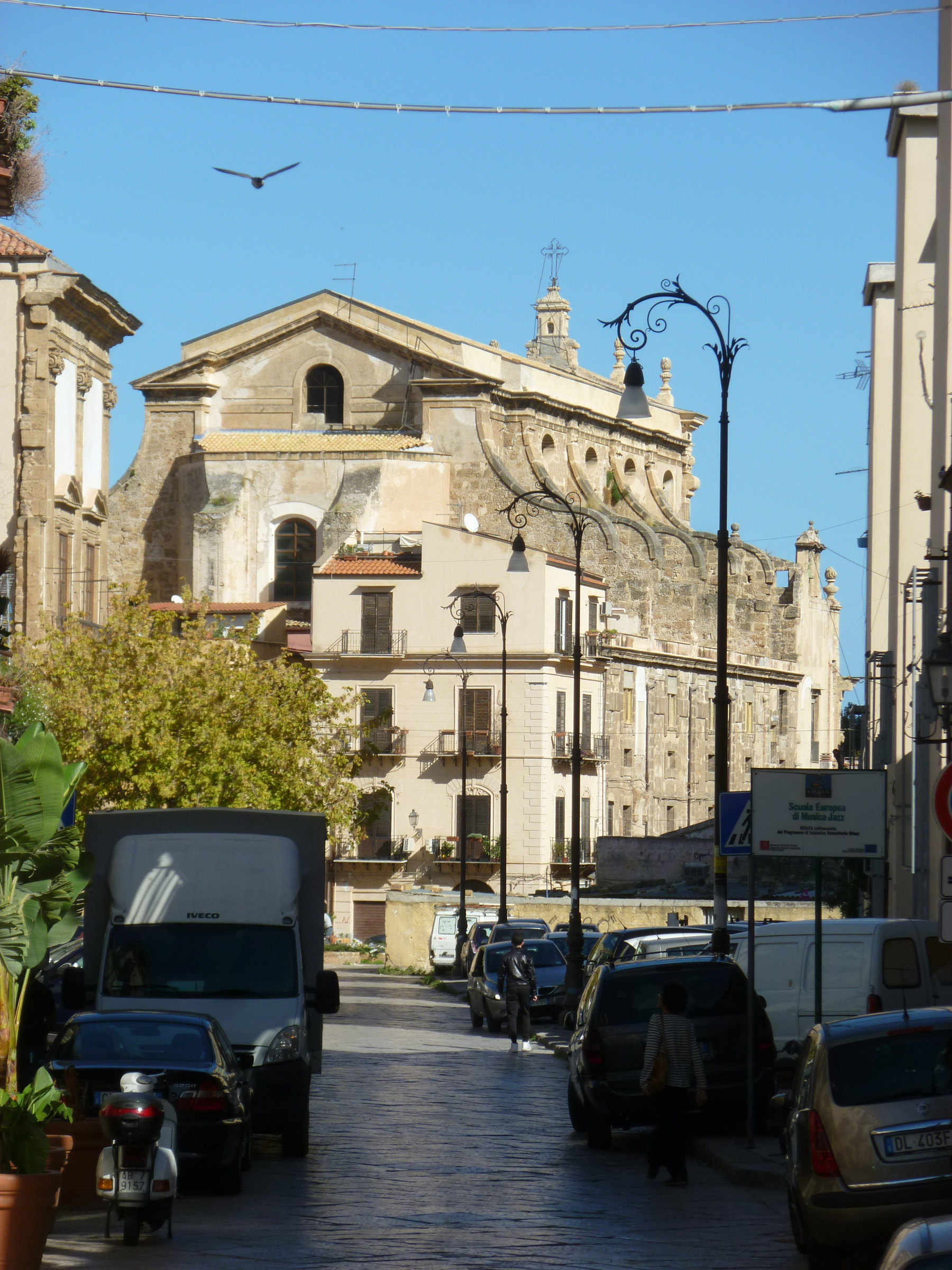
Vista da via dello Spasimo.
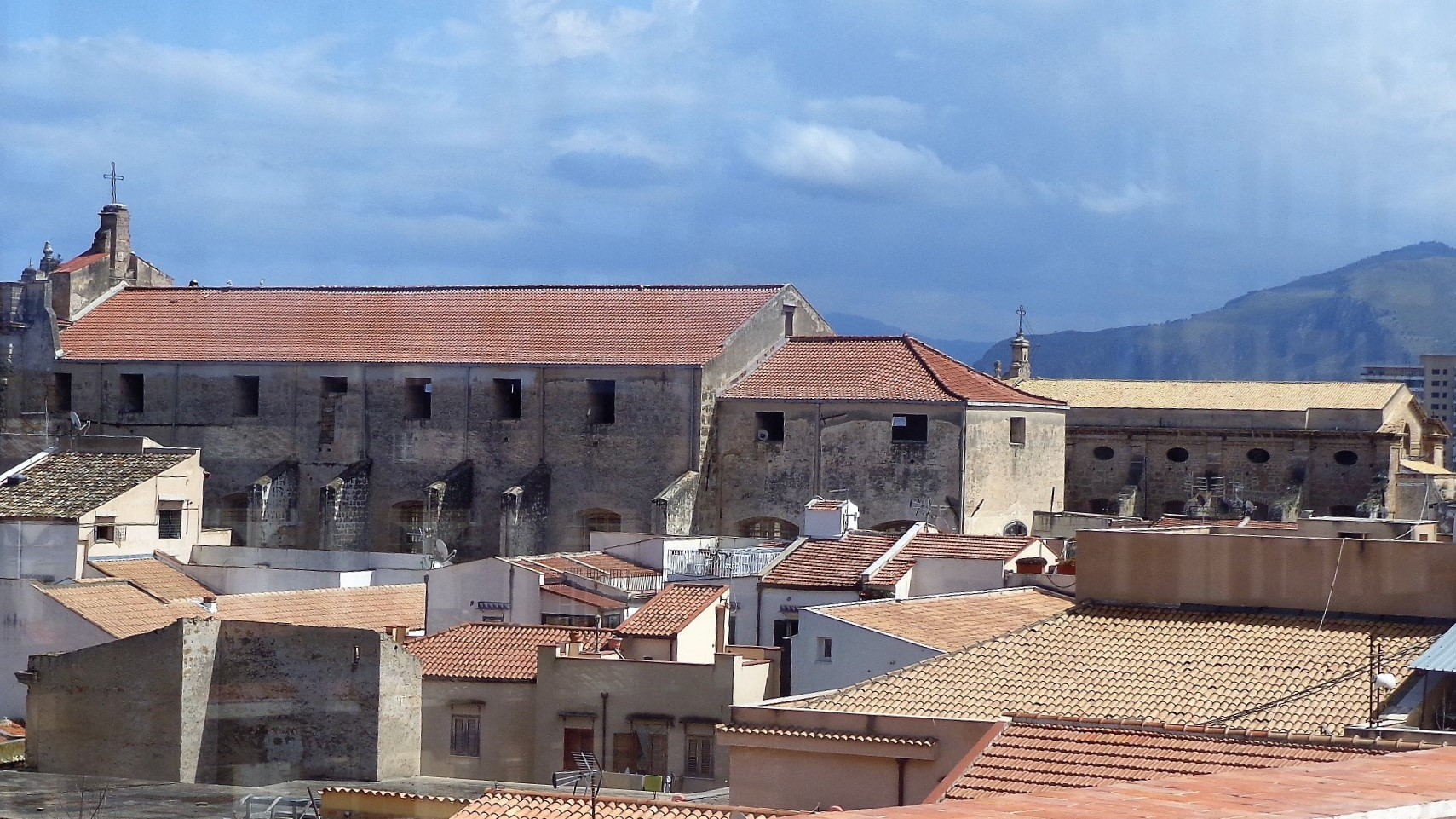
I tetti della chiesa di Santa Maria della Pietà e della chiesa di Santa Teresa alla Kalsa visti dalle terrazze dello Steri.
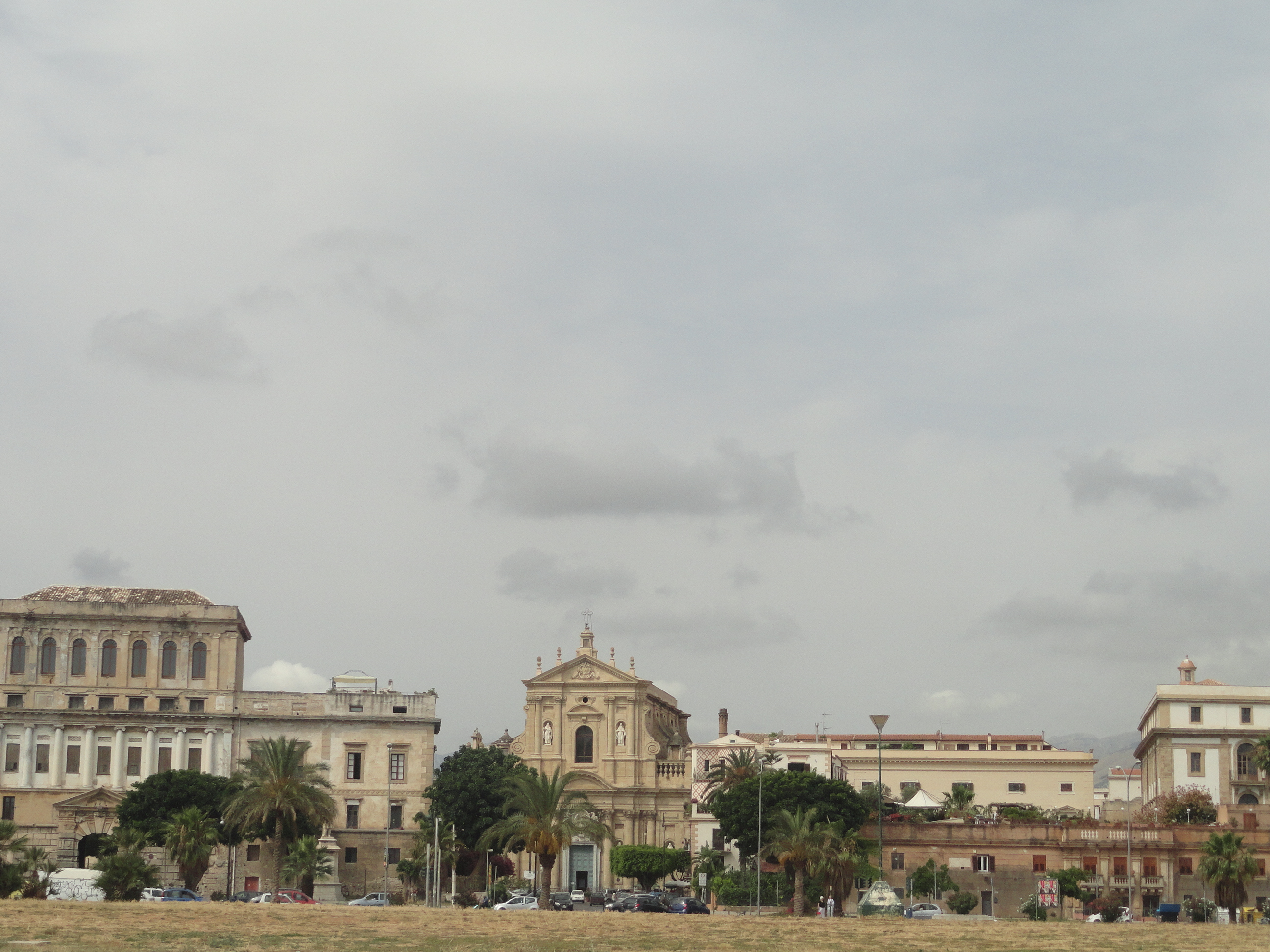
Veduta dal Foro Italico.
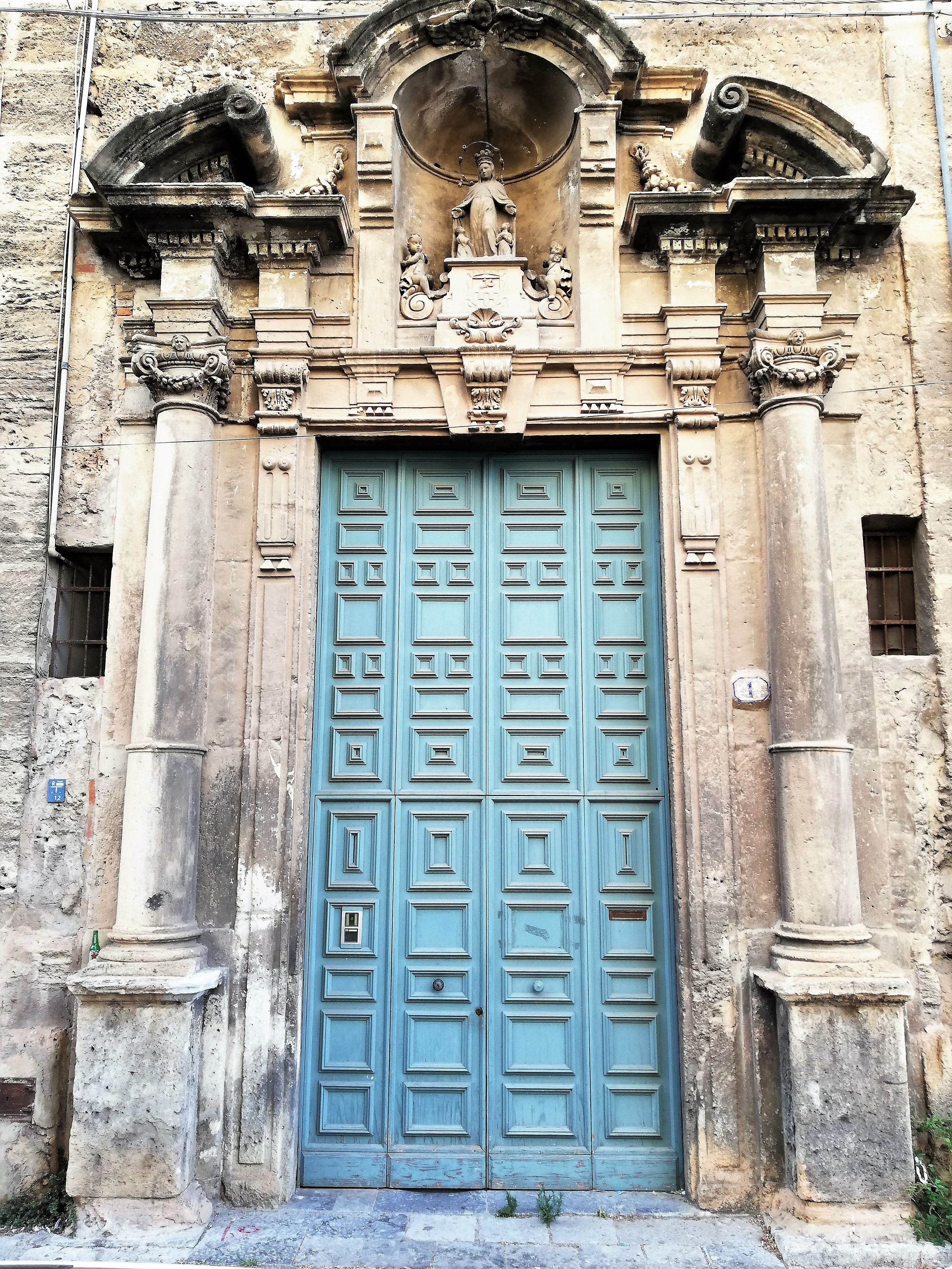
Portale riassemblato.